# Be There For Me
「Be There For Me」（ビー・ゼア・フォー・ミー）は、韓国のアイドルグループ・NCT 127のウィンターシングル。2023年12月22日にカカオエンターテインメントから発売された。

## 概要
- NCT 127初のウィンターシングル。
- タイトル曲「Be There For Me」を含む「Home Alone」「White Lie」の計3曲が収録されている。
- 2023年12月22日、各種音源サイトで配信され、12月27日には、フィジカルリリースされた。

## 背景
NCT 127は、2023年1月より、アメリカ・ブラジル・メキシコなどで開催された2度目のワールドツアー「NEO CITY : THE LINK」をはじめ、リパッケージアルバム『Ay-Yo』、5thフルアルバム『Fact Check』、ソウルでの単独コンサート「NEO CITY : SEOUL - THE UNITY」など、さまざまな活動を2023年に繰り広げた。
今作は、NCT 127からシズニー（ファン）への感謝の気持ちを込めたクリスマスプレゼントとしている。

## プロモーション

### 予告編
- 2023年11月26日、ソウル・KSPOドームにて開催された「NCT 127 3RD TOUR 'NEO CITY : SEOUL - THE UNITY'」で、ウィンターアルバムの発売が予告された。
- 12月9日、クリスマスシールのコンセプトでデザインされたスケジュールポスターが公開された[8]。
- 12月11日より、個人ティーザーイメージを公開した。
- 12月14日より、冬の「村カンス」（村＋バカンス）旅行を描いた全4篇のバラエティコンテンツ「HOME (NOT) ALONE」を公開した[9]。
- 12月19日、シットコムシリーズ（一話完結で連続放映されるコメディドラマ）の「HOME TOGETHER」を公開した[10]。

### イベント
- 12月22日、YouTube、Weverse等のNCT 127公式チャンネルより、カウントダウンライブを公開した[11]。
- 12月28日、YouTube「it's Live」チャンネルを通じて公開されるバンドライブコンサートコンテンツに出演し、タイトル曲「Be There For Me」を披露した[12]。

### ミュージックビデオ
- 12月22日、タイトル曲「Be There For Me」ミュージックビデオが公開された。
ミュージックビデオは、家（HOME）を象徴する家具店に集まって暮らすNCT 127が、普通の家族のように小さなことで喧嘩をしたり、ぶつかったりするが、強いファミリーシップと友情でいつでも一緒にいて、一緒に笑うことができるというストーリー[13]。
- 12月25日、タイトル曲「Be There For Me」クリスマス・スペシャル・ステージビデオが公開された。
- 12月29日、タイトル曲「Be There For Me」エンド・オブ・イヤー・ステージビデオが公開された。

## 収録曲
1. Be There For Me [3:38]
  - 作詞：KENZIE（英語版）
  - 作曲：Andrew Bazzi、Jackson Morgan、Landon Sears、Manifest、Kevin White、Mike Woods、KAELYN BEHR、Rudy Sandapa、MZMC
  - 編曲：Kevin White、Mike Woods、Styalz Fuego、Rudy Sandapa、MZMC

ゴスペルのオルガンメロディとリズミカルなブルースピアノ、ブラスサウンドが調和したポップR&B曲[14]。
温もりのあるボーカルと中毒的なサビ、温かいエネルギーが感じられる編曲が冬の感性を醸し出している[14]。
手紙のように書き下ろされた歌詞には、遠くにいる相手に今ソウルにいる自分の近況を伝え、この手紙を読み終えた頃には相手がいる場所に到着し、一緒にいようというメッセージを込めた[14]。
2. Home Alone（나 홀로 집에; 一人で家に）[3:46]
  - 作詞：유재은 (JamFactory)
  - 作曲：Sean Davidson、Andre Davidson、Dewain Whitmore、KODA
  - 編曲：The Monarch

シンセサウンドが印象的なミディアムポップナンバー[15]。
歌詞には、寒い冬に外に出るより家で一人で遊んでいたい素直な心をウィットに表現した[15]。
3. White Lie（하얀 거짓말; 白い嘘）[3:57]
  - 作詞：황유빈 (XYXX)、태용 (TAEYONG)、마크 (MARK)
  - 作曲：9ROTA、Nmore、Gabriel Brandes、태용 (TAEYONG)、마크 (MARK)
  - 編曲：9ROTA、Nmore

ピアノサウンドにシネマティックなリズムとベース編曲が調和したR&Bバラード曲[16]。
歌詞には、好きな人に気持ちを伝えたり、近くに行くこともできない自分の姿を「白い嘘」にたとえて、気持ちを隠して「白い嘘」をつくしかない状況を悲しく淡々と表現した[16]。

## リリース
- 127 STEREO ver.
- HOUSE ver.
8センチCDシングル。通常の12センチCDと比べて小型である。
- HOUSE JAPAN EXCLUSIVE ver.
日本限定オリジナル絵柄のフォトカードが封入されている。
- Smini ver.